# Orusts kommun
Orusts kommun är en kommun i Västra Götalands län, i före detta Göteborgs och Bohus län. Centralort är Henån.
Kommunen omfattar ön Orust, där de flesta invånarna bor, samt många omkringliggande mindre öar, holmar och skär, varav några är bebodda, till exempel Flatön, Lyrön, Härmanö, Gullholmen, Käringön och Malö. Det lokala näringslivet dominerades i början på 2020-talet av båtbyggeri, en bransch som svarade för mer än 50 procent av kommunens arbetstillfällen. 
Sedan kommunen bildades 1971 och fram till mitten på 1970-talet ökade befolkningen snabbt och har därefter legat stabilt runt 15 000 invånare. Kommunen har sedan 2010 styrts av olika blocköverskridande koalitioner.

## Namn
Kommunfullmäktige på Orust tog 1993 ett beslut om att skriva kommunnamnet som "Orust kommun", alltså utan genitiv-s. Beslutet står i strid både med allmänna grammatiska regler och med statliga beslut vid kommunens bildande. Kommunnamnet hade understundom skrivits så sedan bildandet av kommunen och förespråkarna ansåg därför att man fastställde en redan befintlig praxis.

## Administrativ historik
Kommunens område motsvarar socknarna Gullholmen, Käringön, Långelanda, Mollösund, Morlanda (del av), Myckleby, Röra, Stala, Tegneby och Torp. I dessa socknar bildades vid kommunreformen 1862 landskommuner med motsvarande namn. Morlanda landskommun minskades 1892 när Skaftö landskommun utbröts 
I området fanns följande municipalsamhällen: Mollösund (29 januari 1886–31 december 1970), Gullholmen (29 januari 1886–31 december 1959), Hälleviksstrand (29 januari 1886–31 december 1959), Käringön (29 september 1886–31 december 1959), Ellös (30 november 1893–31 december 1959), Edshultshall (18 november 1910–31 december 1956), Stocken (18 november 1910–31 december 1959).
Vid kommunreformen 1952 bildades i området de tre storkommunerna Morlanda (av de tidigare kommunerna Gullholmen, Käringön, Mollösund och Morlanda), Myckleby (av Långelanda och Myckleby och Torp) och Tegneby (av Röra och Stala och Tegneby). 
1962 bildades Östra Orusts landskommun genom en sammanslagning av Myckleby och Tegneby landskommuner. 
Orusts kommun bildades vid kommunreformen 1971 av Morlanda och Östra Orusts landskommuner.
Kommunen ingick från bildandet till 2006 i Stenungsunds tingsrätts domsaga och ingår sedan 2007 i Uddevalla tingsrätts domsaga.

## Geografi
Kommunen är belägen i Skagerrak och i de mellersta delarna av landskapet Bohuslän med Lysekils kommun i norr och Uddevalla kommun i norr och öster. Sydost om kommunen finns Stenungsunds kommun och i söder Tjörns kommun, alla i före detta Göteborgs och Bohus län. Kommunen skiljs från fastlandet av Björnsundsfjorden och Kalvöfjord i norr och av Havstensfjorden i öster. I söder skiljs kommunen från ön Tjörn av Stigfjorden.

### Topografi och hydrografi
Kommunen omfattar ön Orust, där de flesta invånarna bor, samt många omkringliggande mindre öar, holmar och skär, varav några är bebodda, till exempel Flatön, Lyrön, Härmanö, Gullholmen, Käringön och Malö.
Huvudön är 346 km2, vilket gör den till Sveriges till ytan fjärde största ö. Dess berggrund utgörs av gnejs och är uppsprucken i plintformade höjder, vilket resulterar i branta kuster och branta bergsluttningar mot sprickdalar fyllda med lera. Östra delen av ön, liksom den inre delen, har bergsplatåer klädda med barrskog och i  dalgångarna finns öppen jordbruksmark. Bergshöjderna övergår till ett ljunghedslandskap väster om sprickdalen mellan Henån och Varekil. Ljunghedslandskapet övergår i sin tur till snårvegetation och kala berghällar mot yttersta kusten. Vid till exempel den grunda, örika Stigfjorden i söder finns strandängar.
Nedan presenteras andelen av den totala ytan 2020 i kommunen jämfört med riket.
|  | Bebyggelse (9,3 %) |

|  | Skog (48,4 %) |

|  | Öppen myrmark (0,8 %) |

|  | Jordbruksmark (18,6 %) |

|  | Övrig mark (22,8 %) |

|  | Bebyggelse (3,1 %) |

|  | Skog (68,0 %) |

|  | Öppen myrmark (7,2 %) |

|  | Jordbruksmark (7,4 %) |

|  | Övrig mark (14,3 %) |

### Naturskydd
År 2023 fanns 11 naturreservat i Orusts kommun. Bland dessa öarna Valön, Koljön, Härmanö och halvön Råssö. Bland reservaten hittas även Kollungeröd Vatten som inkluderar en av Bohusläns få lerslättssjöar. Ungefär 8,2 procent (9,0 procent av landytan) av Orusts kommuns areal hade år 2019 skydd i form av naturreservat, naturvårdsområden, naturminnen och biotopskydd. Detta motsvarade 3 475 hektar.

### Administrativ indelning
Fram till 2016 var kommunen för befolkningsrapportering indelad i sju församlingar: Långelanda, Morlanda, Myckleby, Röra, Stala, Tegneby och Torps.

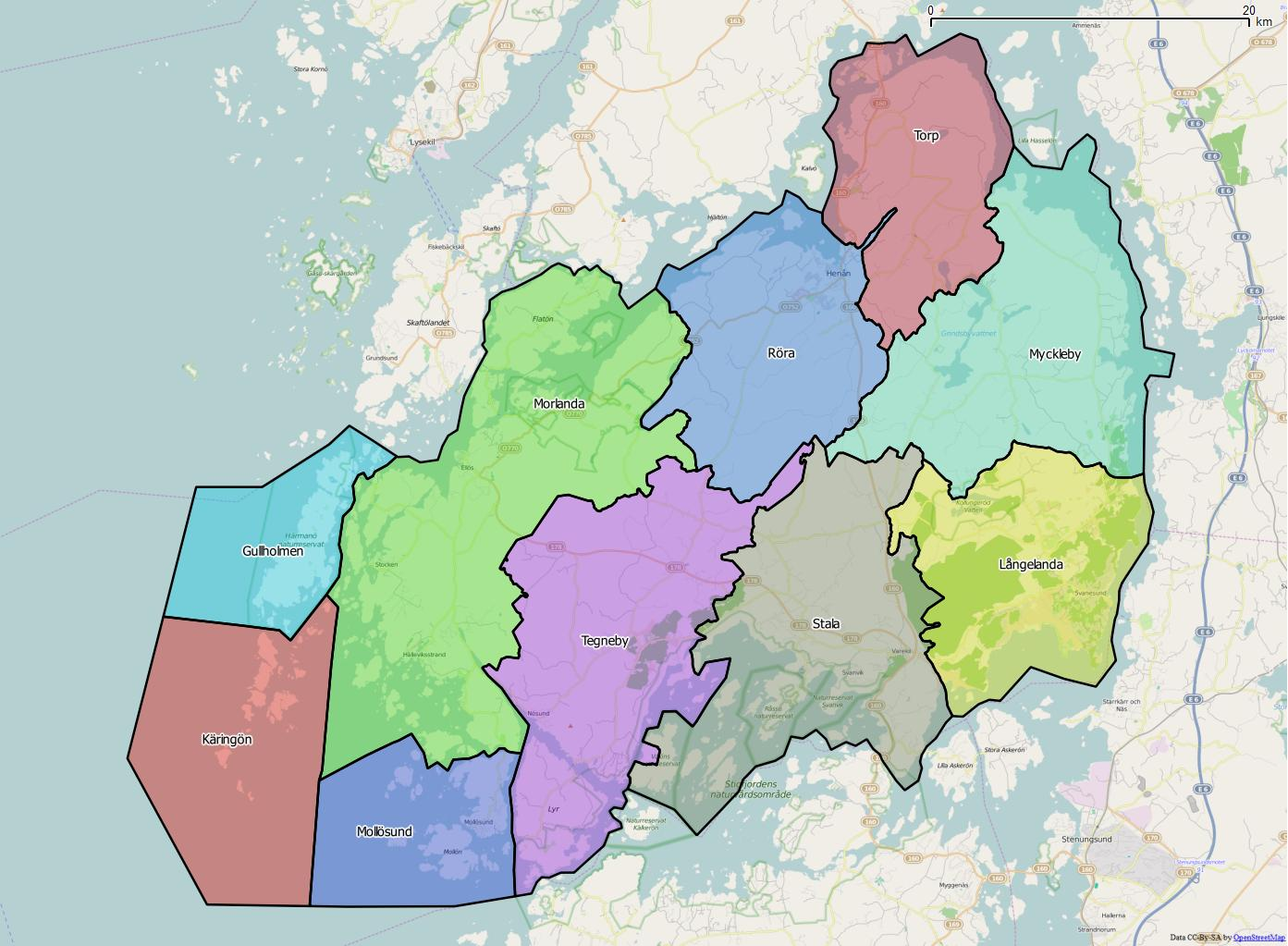
Distrikt (socknar) inom Orusts kommun

Från 2016 indelas kommunen istället i 10  distrikt, vilka motsvarar de tidigare socknarna:

- Gullholmen
- Käringön
- Långelanda
- Mollösund
- Morlanda
- Myckleby
- Röra
- Stala
- Tegneby
- Torp

### Tätorter
År 2020 bodde 46,1 procent av kommunens invånare i någon av kommunens tätorter, vilket var lägre än motsvarande siffra för riket där genomsnittet var 87,6 procent.
- Svanesund
- Ellös
- Hälleviksstrand
- Mollösund
- Henån
- Höggeröd
- Vindön och Töllås
- Varekil

## Styre och politik

### Styre
Mandatperioden 2010–2014 var politiskt orolig. Inledningsvis styrdes kommunen av en minoritetskoalition bestående av Socialdemokraterna, Folkpartiet och Folkviljan på Orust. I december 2011 röstades dock dess budget ner när två ledamöter från Folkviljan på Orust valde att rösta på oppositionens budget. I februari 2012 meddelades att partiet hoppade av den styrande koalitionen och istället anslöt sig till samarbetet mellan de så kallade "Samarbetspartierna" (Moderaterna, Kristdemokraterna, Centerpartiet, Miljöpartiet, Vänsterpartiet och Orustpartiet). Tillsammans tog de sju partierna över makten. Efter valet 2014 stannade Centerpartiet, Miljöpartiet, Folkviljan, Vänsterpartiet och Orustpartiet kvar vid makten medan Moderaterna och Kristdemokraterna byttes ut mot Socialdemokraterna.
Valet 2018 ledde till delvis maktskifte när en blocköverskridande koalition bestående av Socialdemokraterna, Moderaterna, Folkviljan på Orust och Liberalerna tog över makten. Socialdemokraterna, Moderaterna och Liberalerna stannade kvar vid makten även efter valet 2022.

### Kommunfullmäktige

#### Presidium
| Presidium 2023–2026    | Presidium 2023–2026 | Presidium 2023–2026 |
| ---------------------- | ------------------- | ------------------- |
| Ordförande             | L                   | Hans Pernervik      |
| Förste vice ordförande | S                   | Glenn Patriksson    |
| Andre vice ordförande  | FPO                 | Anders Wingård      |

#### Mandatfördelning 1970–2022
| 13 | 11 | 10 | 7 |

| 38 |

| 13 | 13 | 8 | 7 |

| 38 |

| 14 | 14 | 7 | 6 |

| 35 | 6 |

| 14 | 13 | 7 | 7 |

| 34 | 7 |

|  | 15 | 11 | 4 |  | 9 |

| 32 | 9 |

|  | 14 |  | 10 | 7 | 8 |

| 34 | 7 |

| 15 | 3 | 9 | 7 |  | 6 |

| 30 | 11 |

| 2 | 11 | 2 | 2 | 8 | 6 | 2 | 8 |

| 29 | 12 |

| 2 | 12 | 2 | 10 | 6 | 3 | 6 |

| 22 | 19 |

| 4 | 12 | 2 | 3 | 5 | 4 | 3 | 8 |

| 27 | 14 |

| 3 | 13 | 2 | 2 | 6 | 6 | 3 | 6 |

| 26 | 15 |

| 2 | 12 | 2 |  |  | 7 | 5 | 3 | 8 |

| 25 | 16 |

|  | 11 | 3 |  | 5 |  | 4 | 5 |  | 9 |

| 25 | 16 |

| 2 | 10 | 4 | 4 | 2 |  | 5 | 5 |  | 7 |

| 22 | 19 |

| 2 | 9 | 3 | 6 | 3 | 6 | 3 | 2 | 7 |

| 22 | 19 |

| 3 | 11 | 2 | 6 | 2 | 5 | 2 | 2 | 8 |

| 27 | 14 |

### Nämnder

#### Kommunstyrelse
Totalt har kommunstyrelsen 13  ledamöter, varav fyra tillhör Socialdemokraterna. Moderaterna och Centerpartiet har två ledamöter vardera medan Folkviljan på Orust, Liberalerna, Miljöpartiet, Sverigedemokraterna, Vänsterpartiet samt en oberoende ledamot har alla en ledamot vardera.
| Presidium 2023–2026    | Presidium 2023–2026 | Presidium 2023–2026   |
| ---------------------- | ------------------- | --------------------- |
| Ordförande             | S                   | Catharina Bråkenhielm |
| Förste vice ordförande | M                   | Anders Arnell         |
| Andre vice ordförande  | C                   | Lars Larsson          |

#### Övriga nämnder
Avser mandatperioden 2022–2026.
| Nämnd                      | Ordförande | Ordförande                  | Vice ordförande | Vice ordförande   |
| -------------------------- | ---------- | --------------------------- | --------------- | ----------------- |
| Krisledningsnämnden        | S          | Catharina Bråkenhielm       | C               | Lars Larsson      |
| Miljö- och byggnadsnämnden | M          | Christin Hagberg            | C               | Peter Kristensson |
| Sociala myndighetsnämnden  | S          | Britt-Marie Andrén-Karlsson | C               | Maria Sörkvist    |
| Valnämnden                 | S          | Anne-Marie Petersson        | C               | Johan Stein       |
| Överförmyndarnämnden       | -          |                             | M               | Ina Olsvik        |

## Ekonomi och infrastruktur

### Näringsliv
Det lokala näringslivet dominerades i början på 2020-talet av båtbyggeri, en bransch som  svarade för mer än 50 procent av kommunens arbetstillfällen. Branschen har stor spännvidd och inkluderar både hantverksmässig produktion av orustbåtar till industriell produktion av fritidsbåtar.Det fanns även  elektronisk-, mekanisk och livsmedelsindustri. Även jordbruket spelade en viss roll. Bland kommunens företag kan nämnas Hallberg-Rassy, Marinfloc AB (rengöringsutrustning för fartyg) och Orust Fartygsservice AB. Sommarturismen var i början av 2020-talet stor och betydande näring i Orust, som ledde till att befolkningen sommartid ökade till cirka 40 000 personer. 
En stor del av de förvärvsarbetande pendlade ut från kommunen, varav de flesta söderut till kommunerna (i nämnd ordning):
- Göteborgs kommun
- Stenungsunds kommun
- Uddevalla kommun

### Infrastruktur

#### Transporter
Med länsväg 160 har kommunen broförbindelser till Tjörn med Skåpesundsbron och till den nordvästra delen av Uddevalla kommun med Nötesundsbron. Med bilfärjan Svanesundsleden finns förbindelse mellan Svanesund och Kolhättan norr om Ödsmål i Stenungsunds kommun.
År 1960 öppnades Tjörnbroförbindelsen söderöver mot det expansiva industrisamhället Stenungsund och 1966 invigdes Nötesundsbron som gav fast vägförbindelse norrut mot Uddevalla.

## Befolkning

### Demografi

#### Befolkningsutveckling
När de traditionella näringarna lades ner under 1900-talet och nya arbetstillfällen saknades, minskade befolkningen betydligt, särskilt i de västliga bygderna. Det var först under 1960-talet som utvecklingen vände, och en folkökning tog fart som pågick under ett par decennier. Numera ligger befolkningssiffrorna ganska stabilt. Det som hände var att fler och fler fick möjlighet att arbetspendla allt längre sträckor.
Kommunen har 15 315 invånare (31 mars 2025), vilket placerar den på 157:e plats avseende folkmängd bland Sveriges kommuner. 
| Befolkningsutvecklingen i Orusts kommun 1970–2020 | Befolkningsutvecklingen i Orusts kommun 1970–2020 | Befolkningsutvecklingen i Orusts kommun 1970–2020 | Befolkningsutvecklingen i Orusts kommun 1970–2020 | Befolkningsutvecklingen i Orusts kommun 1970–2020 |
| ------------------------------------------------- | ------------------------------------------------- | ------------------------------------------------- | ------------------------------------------------- | ------------------------------------------------- |
|                                                   |                                                   |                                                   |                                                   |                                                   |
| År                                                |                                                   |                                                   | Folkmängd                                         |                                                   |
| 1970                                              | 1970                                              |                                                   | 8 907                                             |                                                   |
| 1975                                              | 1975                                              |                                                   | 10 586                                            |                                                   |
| 1980                                              | 1980                                              |                                                   | 12 364                                            |                                                   |
| 1985                                              | 1985                                              |                                                   | 12 890                                            |                                                   |
| 1990                                              | 1990                                              |                                                   | 14 240                                            |                                                   |
| 1995                                              | 1995                                              |                                                   | 15 235                                            |                                                   |
| 2000                                              | 2000                                              |                                                   | 15 023                                            |                                                   |
| 2005                                              | 2005                                              |                                                   | 15 188                                            |                                                   |
| 2010                                              | 2010                                              |                                                   | 15 221                                            |                                                   |
| 2015                                              | 2015                                              |                                                   | 15 010                                            |                                                   |
| 2020                                              | 2020                                              |                                                   | 15 315                                            |                                                   |

## Kultur

### Kulturarv

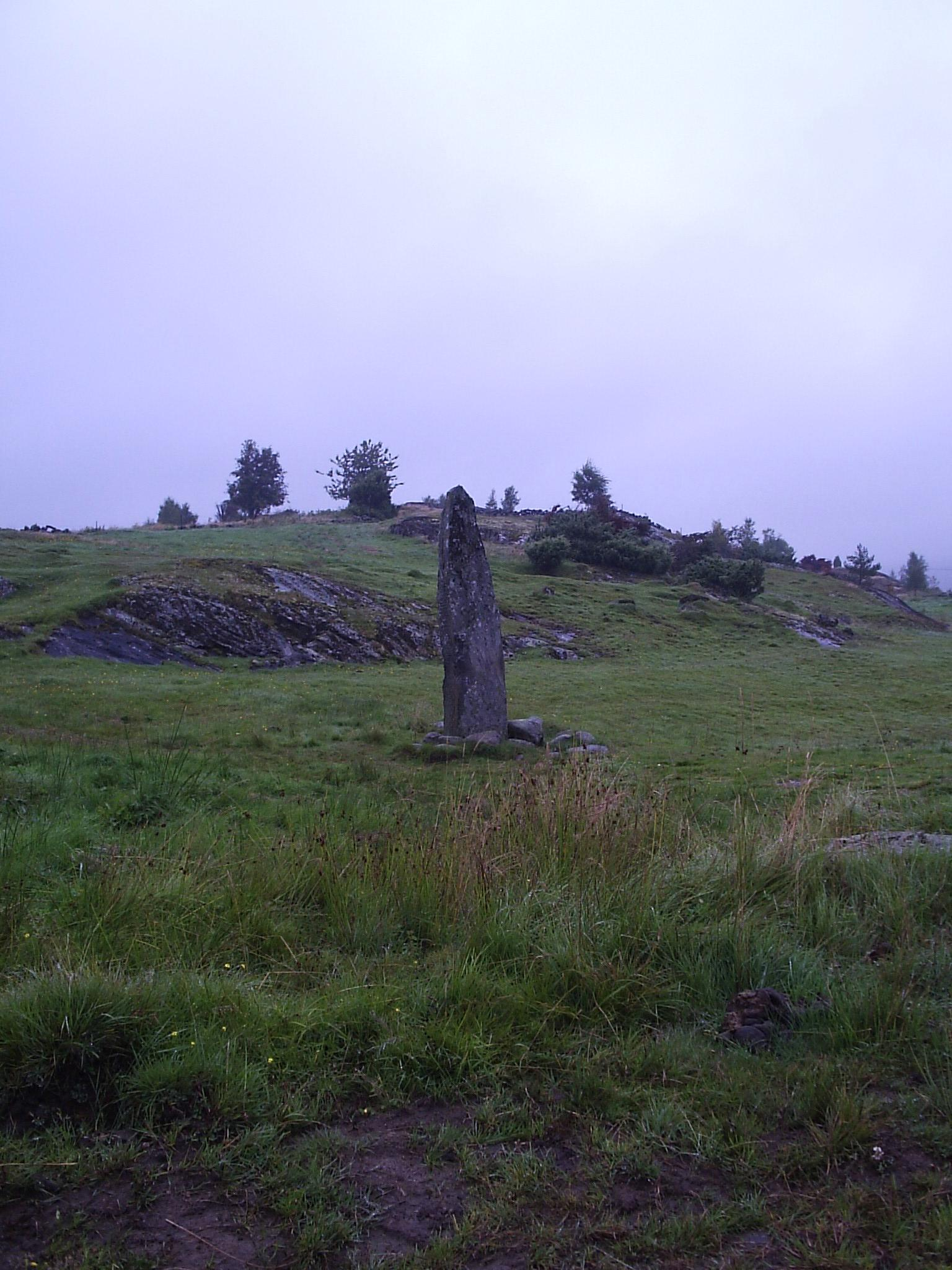
Runsten vid Hoga på Orust

Orust är rikt på fornlämningar från exempelvis Neolitikum. Det finns ett antal fornborgar, gånggrifter, stendösar, samt boplatser, där man funnit delfinben i de utgrävda avfallshögarna. Ett område med en del sådana här fynd är Brattås fornlämningsområde.
Kulturhistoriskt kan kommunen delas in i kustbygd och inlandsbygd.
Kustbygderna, särskilt den västra kustremsan med kala berg, skärgård och ständiga pålandsvindar, har alltid präglats av havet och havsnäringarna. Fiske, sjöfart och båtbyggeri har varit förutsättningen för bosättning. En rad fiskelägen växte fram från slutet av medeltiden och framåt, och de stod och föll i hög grad med hur tillgången till sill gick upp och ner.
Inlandsbygderna har varit jordbruksbygder. Mellan de många långsträckta bergsryggarna breder små slättbygder ut sig på dalbottnarna, och den odlingsbara marken har utnyttjats nogsamt. På klassiskt bohuslänskt sätt har husen placerats i kanten mellan berg och åker, så att ingen jord slösats bort i onödan.
Skogen har utnyttjats hårt, och i perioder närmast plundrats. Avverkning till hus och båtvirke har gjort ön närmast skoglös, och med djurbete därtill har återväxten hämmats, och jorderosionen ökat.
Det är först under 1900-talet som ön har börjat bli grön igen, mycket tack vare att de gamla näringarna gick tillbaka. 

### Kommunvapen
Blasonering: I blått fält en av vågskura bildad stam av silver och därovan tre stolpvis ställda och bjälkvis ordnade långor av silver och med krok av guld i munnen inom en sluten ekbladskrans av guld.
Vapnet, som utformades av Svenska Kommunalheraldiska Institutet 1983 och registrades 1984, går tillbaka till motivet i ett äldre häradssigill.